# Château de Saignes
Le château de Saignes est un château situé à Saignes, dans le département du Lot, en France.

## Localisation
Le château de Saignes se trouve au sommet d'un colline au sud du village à 401 mètres d'altitude et domine de 50 mètres le fond de la vallée du ruisseau de Saignes qui est un affluent du ruisseau de Bio.
Son accès se situe sur la D 39  qui relie les villages de Bio et d'Aynac, à l'intersection du hameau de Labadrie.

## Historique

### Origine
La famille de Lagarde est originaire de la terre seigneuriale de La Garde, située dans la vicomté de Turenne, dans le Limousin, à deux lieues (environ neuf kilomètres) de Tulle. Le plus ancien membre connu est Hugues de La Garde, seigneur de La Garde, qui fut témoin avec Pierre de Tulle dans une charte en 1110.  
De cette famille est issue le cardinal Géraud de La Garde de Daumar (mort à Avignon, le 27 septembre 1343), maître de l'ordre des Prêcheurs en 1342, fils de Bernard Ier de La Garde (mort en 1327) seigneur de La Garde et de Daumar près de Tulle. Le pape Clément VI disait qu'il était de son sang, donc un proche parent. Son frère, Étienne de La Garde, a été nommé archevêque d'Arles en décembre 1350. Un autre frère, Guillaume de La Garde, a été archevêque de Braga. Bernard II de La Garde, seigneur de La Garde et de Daumar, est leur frère aîné. Géraud II de La Garde qui a fondé la branche de Saignes et de Parlan est leur cousin.
D'après l'abbé Maria, la famille de La Garde se serait établie à Saignes vers 1379, en prenant par la suite le nom de La Garde de Saignes. Le "castrum de Siognâ", a été acquis en 1379 par Bertrand de Lagarde originaire d’Argentat. L'origine de la branche des La Garde de Saignes et de Parlan est Géraud II, fixé à Argentat en 1364.
Dans le dénombrement de 1504, Barthélemy de Lagarde est seigneur de Saignes et de Lunegarde. Il déclare posséder à Saignes « une maison et une vieille tour, et ses dépendances ».

### Château actuel
Le château actuel a été construit par Pierre IV de Lagarde, né à la fin du XVe siècle, mort en 1566. Il a été couvert d'honneurs par François Ier. En 1518, il a été nommé conseiller au parlement de Toulouse. En 1519, il est son ambassadeur extraordinaire auprès des rois de Pologne, de Bohème et de Hongrie pour leur demander de ne pas s'opposer à ses prétentions à l'empire. Après la bataille de Pavie et l'emprisonnement du roi, la régente de France l'envoie à Edimbourg, où il séjourne entre juin et novembre, pour s'opposer au projet du roi d'Angleterre Henri VIII de resserrer les liens entre l'Angleterre et l'Écosse par un mariage de Jacques V avec la seule fille qu'il avait alors et de desserrer les liens séculaires entre l'Écosse et la France. Après le traité de Cambrai, il est envoyé par François Ier au Portugal auprès du roi Jean III en octobre 1529. L'objet de cette mission était d'obtenir une aide du roi du Portugal pour un emprunt de 400 000 écus pour le paiement de la rançon du roi et permettre la libération de ses fils, le Dauphin et le duc d'Orléans, retenus en otage à Madrid. Pendant les troubles de Guyenne qui ont conduit à l'interdiction du parlement de Bordeaux, il est envoyé avec la charge de premier président de la Tournelle entre le 1er janvier 1549 et le 10 août 1550.
Son fils, Louis de La Garde (1518-1589), lui a succédé comme seigneur de Saignes, Parlan, Bio, Palaret et autres lieux. Il s'est distingué dans la carrière des armes auprès d'Henri II.
Vient ensuite René de La Garde (1552-1630), baron de Saignes, Parlan, Bio, Palaret et autres lieux, qui a été gentilhomme de la maison de Charles IX, puis mestre de camp du régiment de Quercy. Il a été au service d'Henri IV et de Louis XIII, en Guyenne et en Auvergne où il réussit à reprendre Maurs sur les huguenots qui l'avaient surprise. Pour se venger, ceux-ci ont ravagé ses domaines et assiégé son château de Saignes. Un de ses fils, Gaspard de La Garde, seigneur de Palaret, a été le premier à franchir les barricades de Nérac, en 1621, mais a été tué au siège de Montauban, le 2 septembre 1621.

### Ruine
Le dernier descendant de la famille, Henri de La Garde, comte de Saignes, est mort à Saignes en 1923. Cependant le château de Saignes est abandonné au début du XIXe siècle, il sert alors de carrière de pierres.

### Restauration
Depuis 2013, les propriétaires ont démarré une rénovation et une réhabilitation d’ensemble du château.
- La nouvelle charpente du corps principal est remise en état depuis juin 2018.
- Les mâchicoulis, les hourds et la toiture à toitures de lauzes du donjon sont reconstitués en 2019.
- La tour carrée et son escalier à vis.
- Le toit de la chapelle et son clocher à peigne sont rénovés.

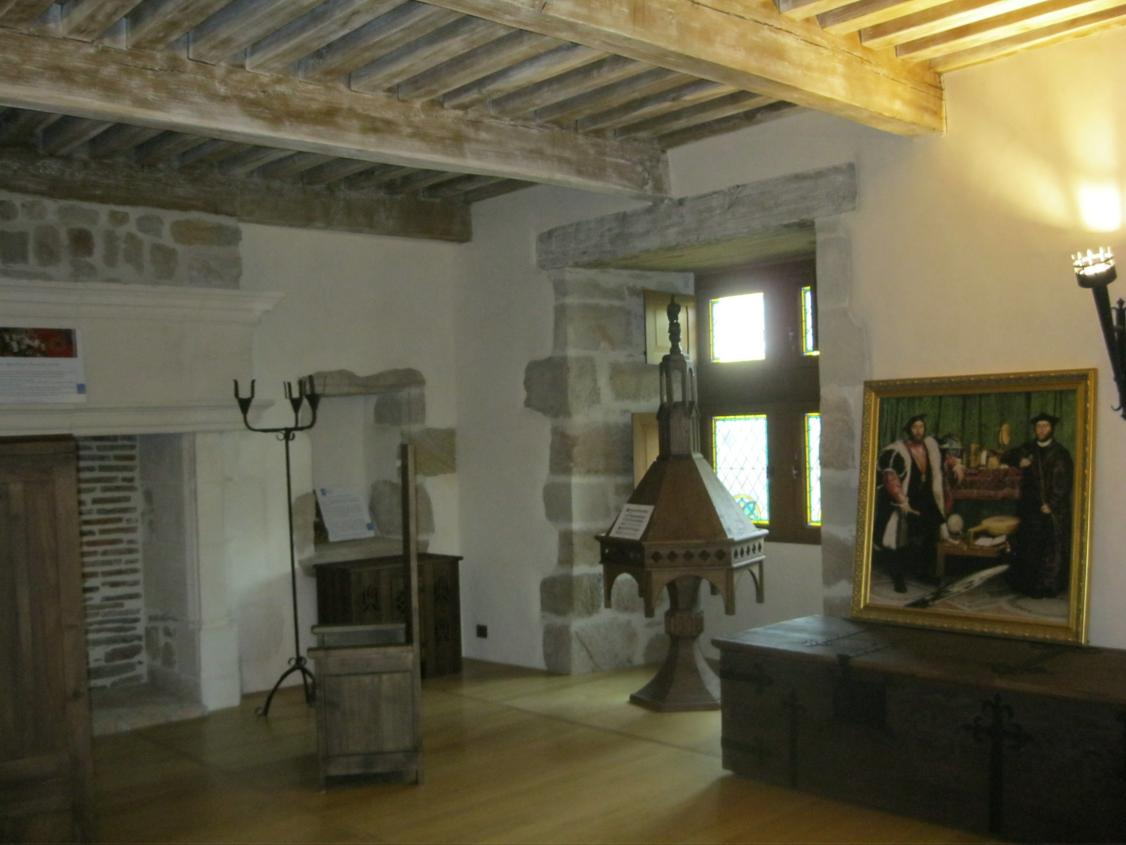
Vue de la chambre des ambassadeurs.
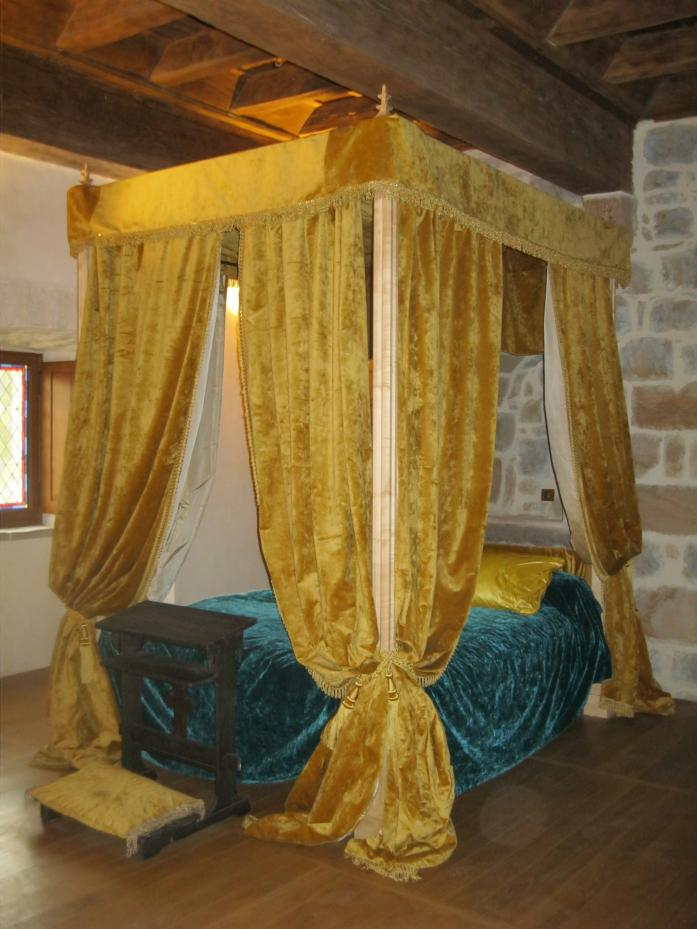
Lit d'apparat reconstitué.
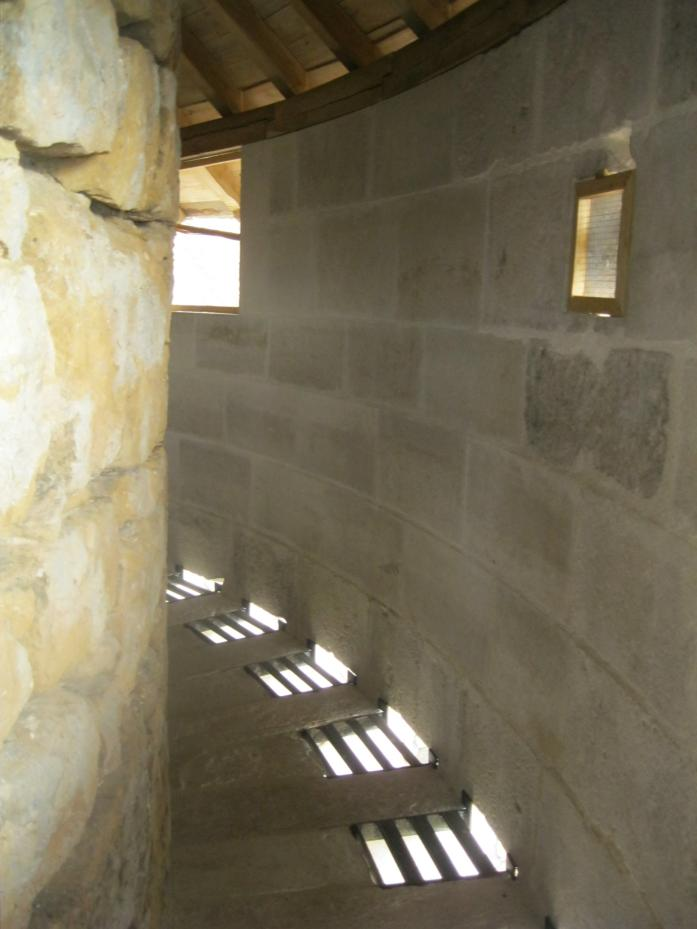
Les hourds du donjon.
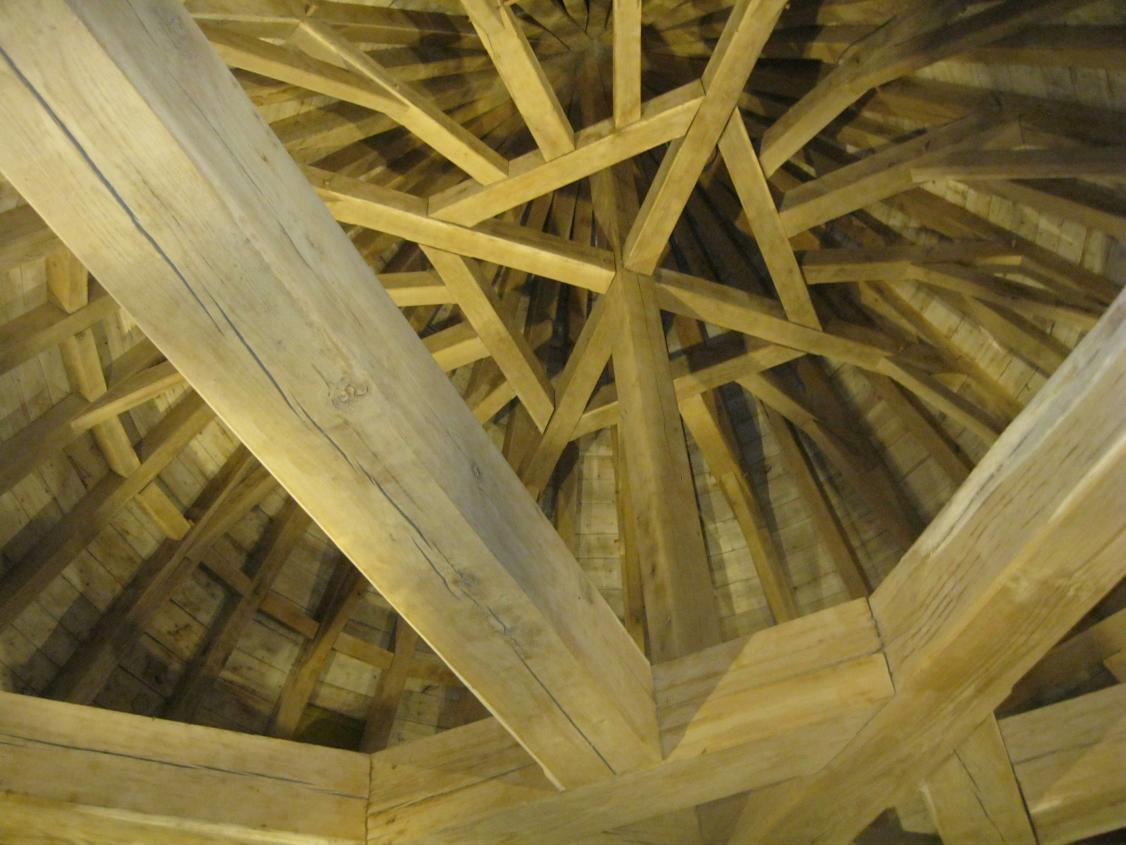
Vue de la partie haute de la charpente.
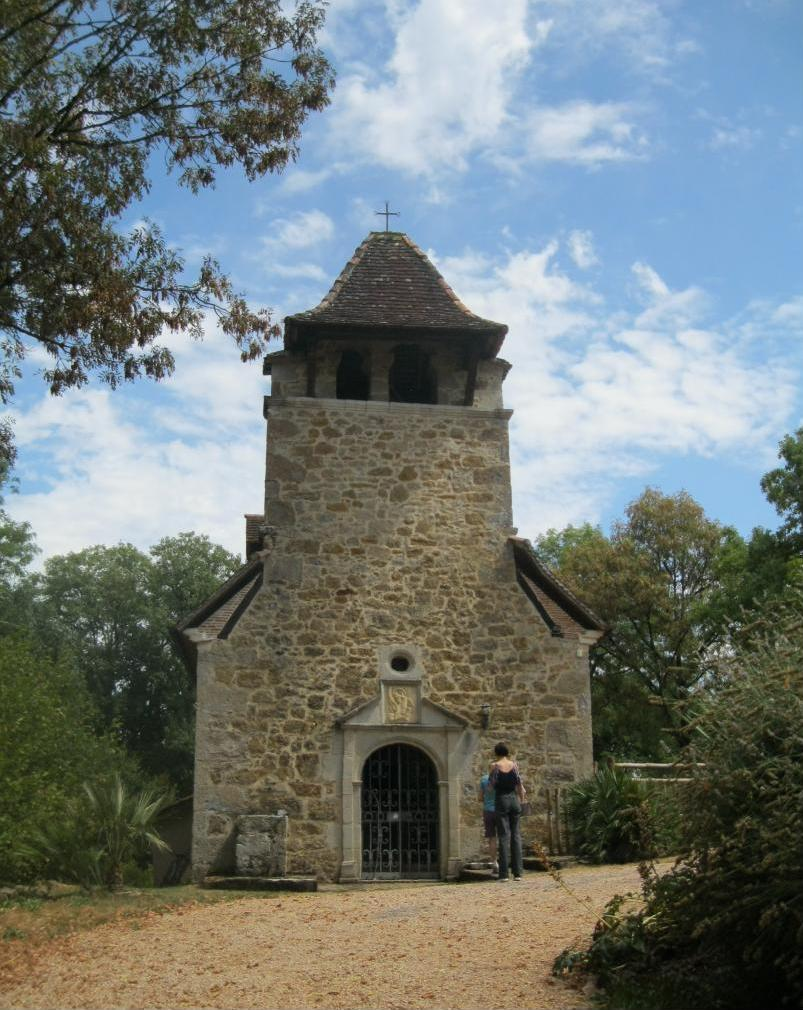
Le clocher de la chapelle.
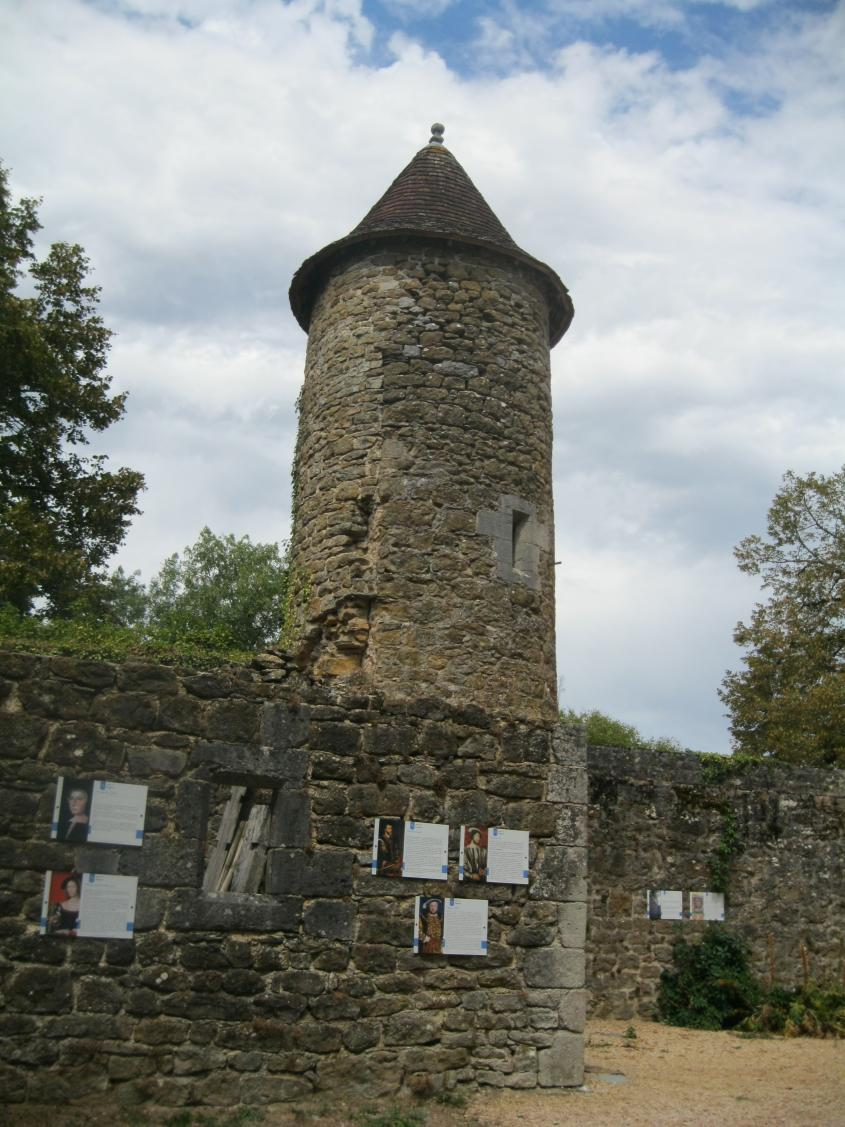
Une des tours de la muraille.

## Protection
L'édifice est inscrit au titre des monuments historiques le 21 janvier 2002,.

## Description
Le château se compose d'un  logis seigneurial flanqué d'un donjon et d'une tour carrée, de dépendances, d'une chapelle.

## Visite
Les jardins et le château de Saignes sont ouverts au public pour des visites. Un sentier pédagogique est dédié à la connaissance de la faune du Lot.